# براد ديفيز (ممثل)
روبرت كريل «براد» ديفيز (بالإنجليزية Robert Creel "Brad" Davis), ؛ (6 نوفمبر 1949,تالاهاسي فلوريدا - 8 سبتمبر 1991,لوس أنجلس كاليفورنيا)، وهو ممثل أمريكي أشتهر خلال دوره في فيلم سريع في قطار منتصف الليل (إنتاج 1978)

## وصلات خارجية
- براد ديفيز على موقع IMDb (الإنجليزية)
- براد ديفيز على موقع روتن توميتوز (الإنجليزية)
- براد ديفيز على موقع قاعدة بيانات الأفلام العربية
- براد ديفيز على موقع ألو سيني (الفرنسية)
- براد ديفيز على موقع أول موفي (الإنجليزية)
- براد ديفيز على موقع قاعدة بيانات الأفلام السويدية (السويدية)
- براد ديفيز على موقع إن إن دي بي (الإنجليزية)
- براد ديفيز على موقع قاعدة بيانات الفيلم (الإنجليزية)
- براد ديفيز على موقع كينوبويسك (الروسية)
- Brad Davis at the قاعدة بيانات أقل من برودواي على الإنترنت